# Porto dos Gaúchos
Porto dos Gaúchos – miasto i gmina w Brazylii, w stanie Mato Grosso.